# M33
М33 (Месиѐ 33) е спирална галактика в съзвездието Триъгълник. В Нов общ каталог се води под номер NGC 598.
М33 се нарежда на трето място по размер, маса и светимост в Местната група глактики след Андромеда и Млечния път. 
Разстоянието до М33 e изчислено на между 2,77 и 3,14 милиона светлинни години или между 850 и 963 kpc.